# Сушзавод
Сушзаво́д — посёлок в Черепановском районе Новосибирской области. Входит в состав Искровского сельсовета.

## География
Площадь посёлка — 70 гектаров.

## Население
| 2002 | 2007 | 2010 |
| ---- | ---- | ---- |
| 23   | ↘20  | ↘19  |

## Инфраструктура
В посёлке по данным на 2007 год отсутствует социальная инфраструктура.